# Amblychilepas platyactis
Amblychilepas platyactis — морской брюхоногий моллюск семейства Fissurellidae. Обитает на Атлантическом побережье Капского полуострова.
Внешнее строение раковины Amblychilepas platyactis похоже на раковины Dendrofissurella scutellum, однако рёбра раковины A. platyactis в три раза меньше. Кроме того, молодые особи A. platyactis имеют более выраженную чешуйчатую скульптуру на ребрах.
Раковины всех исследованных экземпляров имеют красные и белые лучи, что свидетельствует о низкой вариативности цвета у A. platyactis.

## Описание
Размер особей варьируется от 11 до 25 мм. Цвет раковины кирпично-красный с белыми лучами, которые появляются на более поздних стадиях роста.

## Распространение
Встречается от Западного Кейпа до Восточного Лондона, Южная Африка.